# Kamienica Pokoyhof we Wrocławiu
Kamienica Pokoyhof, Kamienica „Pokoyhof” – zabytkowa kamienica we Wrocławiu, będąca częścią Pasażu Pokoyhofa. Była pierwszą kamienicą w mieście wzniesioną w stylu neogotyckim i największym ówcześnie przedsięwzięciem architektonicznym na terenie staromiejskim.

## Historia

### Pasaż Pokoyhofa

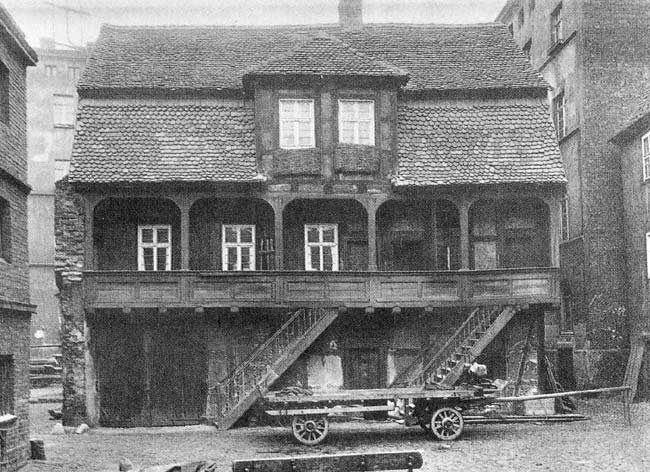
Synagoga krajowa przed 1910 rokiem

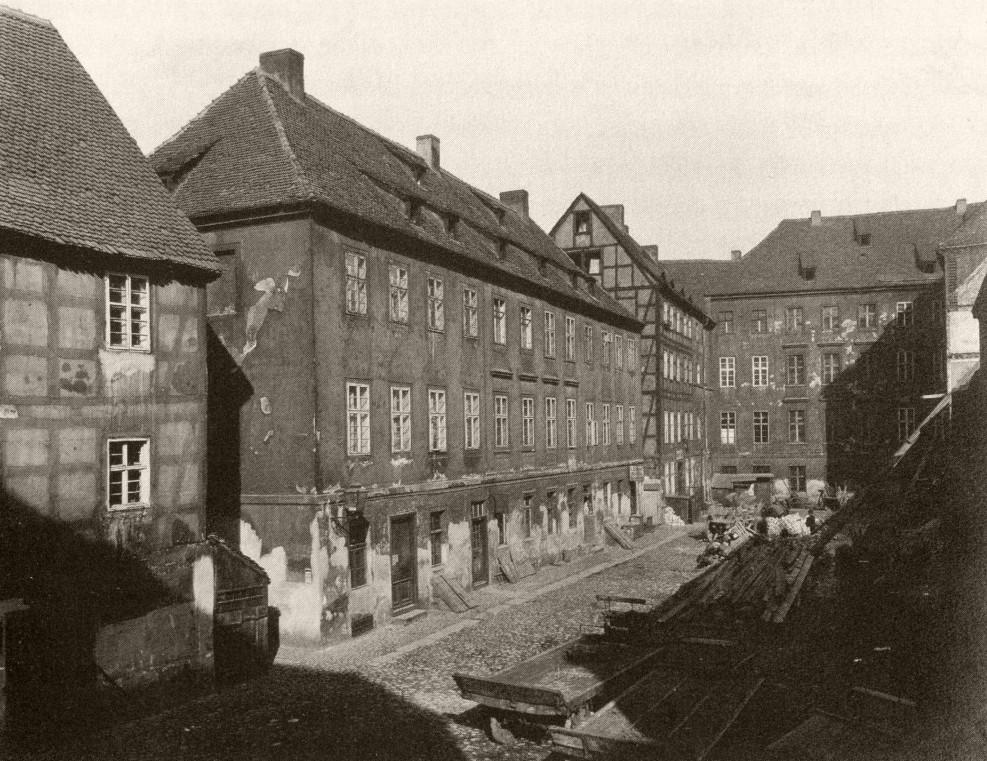
Budynki w pasażu Pokoyhofa przed przebudową w 1911. Z lewej strony widoczne szachulcowe domy

Kamienica Pokoyhof została wzniesiona w narożniku działki rozciągającej się pomiędzy ulicami Pawła Włodkowica 1/3, Krupniczą i św. Antoniego 2/4, zwanej pasażem Pokoyhofa. Nazwa pochodzi prawdopodobnie od nazwiska pierwszego właściciela posesji, Bartłomieja Pokquaies. Po raz pierwszy wymieniana jest w źródłach w 1612 roku, jako "Pokquaies-Hoff", a następnie w 1624, jako "ins Bockoys hoffe".
Cały kwartał od XVII wieku zajmował zespół budynków funkcjonalnie służący ludności żydowskiej, głównie przyjezdnym kupcom. Znajdowały się tu dwukondygnacyjne szachulcowe domy z zajazdami, wozowniami i stajniami na parterze oraz składnice towarów i bożnice. Na piętrach znajdowały się małe pomieszczenia mieszkalne, w których mieszkali szamesi będący oficjalnymi przedstawicielami kupców żydowskich.
W 1659 roku budynki zostały zniszczone przez pożar. Pod koniec XVII pośrodku działki wzniesiono drewnianą synagogę zwaną Synagogą Krajową. Budynek był dwukondygnacyjny, od strony frontowej miał ganek prowadzący na tzw. babiniec, pokryty był dachem mansardowym z facjatą. Synagoga mogła pomieścić sześćdziesięciu mężczyzn i pięćdziesiąt kobiet i do XIX wieku była główną synagogą w mieście oraz siedzibą naczelnego rabina Śląska i Wrocławia. W 1744 roku Fryderyk II wyznaczył pasaż Pokoyhofa jednym z czterech zajazdów dla kupców żydowskich (obok zajazdów „Szkoła Szermiercza”, „Pod Złotym Kołem” i „Pod Złotym Jelonkiem”), zatwierdzając zwyczaj mający dłuższą metrykę. Dnia 21 czerwca 1749 roku podczas Jarmarku Świętojańskiego nad miastem przeszła burza, podczas której jeden z piorunów trafił w basztę między Bramą Świdnicką i Mikołajską, w której składowano proch. Wybuch zniszczył niemal cały południowo-zachodni kwartał miasta oraz kamienicę Pokoyhof.
W pierwszej połowie XIX wieku wzniesiono murowaną trzykondygnacyjną kamienicę od strony ulicy św. Antoniego. W 1910 roku, na zlecenie "Towarzystwa Budowy Pokoyhof" (niem. Pokoyhofbaugesellschaft), pasaż Pokoyhofa został gruntownie przebudowany. Jego projektantami byli architekci Karl Heintze i Max Mathis. Pasaż zaczął pełnić rolę pasażu handlowego.

### Kamienica Pokoyhof
W 1854 roku u zbiegu ulic Krupniczej i Włodkowica wzniesiono nową, czterokondygnacyjną, 25-osiową kamienicę według projektu Alexisa Langera. 
W budynku mieściły się mieszkania, sklepy i magazyny, natomiast w oficynie urządzono synagogę. Była to pierwsza we Wrocławiu kamienica wzniesiona w stylu neogotyku angielskiego. Jej narożnik zdobił wykusz z figurami św. Jana Chrzciciela (patrona diecezji wrocławskiej) i św. Jadwigi (patronki Śląska) zwróconymi w stronę ówczesnej siedziby zarządu gminy żydowskiej na ul. Krupniczej. W latach trzydziestych XX wieku przebudowano wnętrza kamienicy.

### Po 1945 roku
Działania wojenne w 1945 roku nie zniszczyły kamienicy; zachowała się oryginalna elewacja odnowiona w drugiej dekadzie XXI wieku. W październiku 1945 roku Tadeusz Jarmicki otworzył w kamienicy pierwszą powojenną polską księgarnię. Wraz z księgarnią od czerwca 1945 roku w budynku swoją redakcję miał pierwszy wrocławski tygodnik Nasz Wrocław, przemianowany od czwartego numeru na Gazetę Dolno-Śląską a następnie przejęty przez Pioniera, późniejsze Słowo Polskie.
W kolejnych latach na parterze znajdowała się restauracja Bierozka, a w latach 1991–1999 swoją siedzibę miała redakcja „Gazety Wyborczej”.